# Diors
Diors ist eine französische Gemeinde mit 755 Einwohnern (Stand: 1. Januar 2022) im Département Indre in der Region Centre-Val de Loire; sie gehört zum Arrondissement  Châteauroux und zum Kanton Ardentes. Die Einwohner werden Diorsais genannt.

## Geographie
Diors liegt etwa zehn Kilometer ostnordöstlich vom Stadtzentrum von Châteauroux. Umgeben wird Diors von den Nachbargemeinden Montierchaume im Norden und Nordwesten, Neuvy-Pailloux im Norden und Nordosten, Sainte-Fauste im Osten und Nordosten, Mâron im Osten und Südosten, Étrechet im Süden und Südwesten sowie Déols im Westen.

## Bevölkerungsentwicklung
| Jahr                      | 1962 | 1968 | 1975 | 1982 | 1990 | 1999 | 2006 | 2013 |
| Einwohner                 | 321  | 291  | 266  | 546  | 617  | 676  | 767  | 763  |
| Quelle: Cassini und INSEE |      |      |      |      |      |      |      |      |

## Sehenswürdigkeiten
- Kirche
- Schloss Diors aus dem 16. Jahrhundert